# 白杖

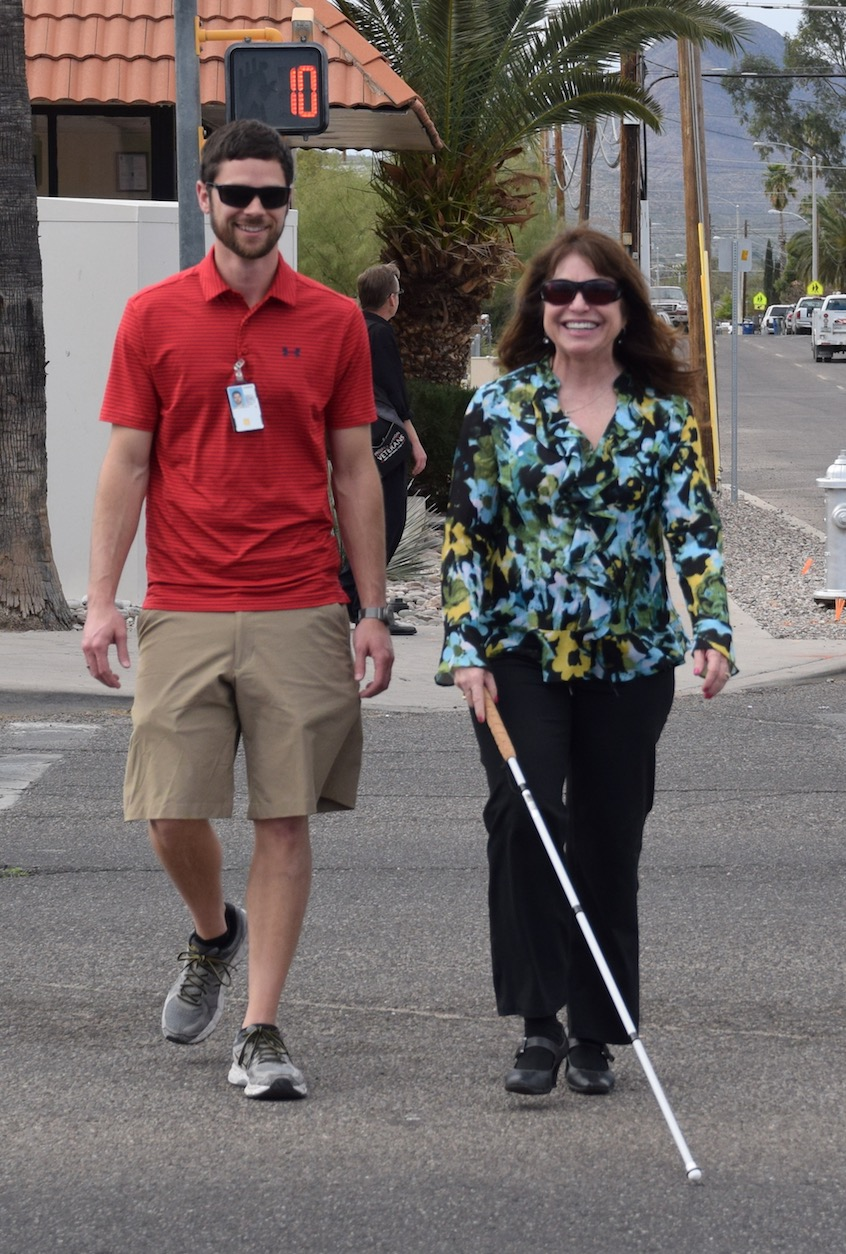
白杖を使う女性（右）

白杖（はくじょう、英語: white cane）とは視覚障害者（全盲およびロービジョン）等の、道路の通行に著しい支障がある障害者が、歩行の際に前方の路面を触察する等に使用する白い杖である。大きさは直径2センチメートル程度、長さ1メートルから1.4メートル程度のものが一般的である。
白杖の主な役割は、
1. 白杖を持つ者が視覚障害者であることをまわりの人に周知させ、
2. 歩行に必要な路面の情報を収集し、
3. 障害物や段差などを検知し危険から身を守ること、

の3つである。
身体障害者福祉法の分類での名称は盲人安全つえである。また、白杖の使用については道路交通法およびその施行令に規定があり、視覚障害のみならず肢体不自由、聴覚障害、平衡機能障害でも使用が認められている（後述）。

## 白杖の歴史
昔から盲人にとって杖は歩くためには欠かせない道具であったが、現在のように白くて光沢のある塗装を施した杖が考え出されたのは、第一次世界大戦以後のことである。
イギリスのブリストルの写真家James Biggsは、事故により失明した。増加する交通量に家の周りを歩行することにも不便を感じていた彼は、杖を白く塗って周りからも見えやすくした。
フランスのある警察官の夫人だったGuilly d'Herbemontは、1931年頃、自動車の増加に伴って、視覚障害者が交通の危険にさらされているのを見て、夫の使っていた警棒からヒントを得て、現在の形の物を考えつくとともに、視覚障害者以外の人が白い杖を携行することを禁止させたという。
1930年にはイリノイ州ペオリアで、記録に残る最初の白杖に関する法令が制定され、1931年にカナダのトロントで開催されたライオンズクラブ国際大会では「国際的に白杖を視覚障害者の歩行補助具に」という決議がなされたという。
日本では昭和40年代に定着したとされる。

## 構造

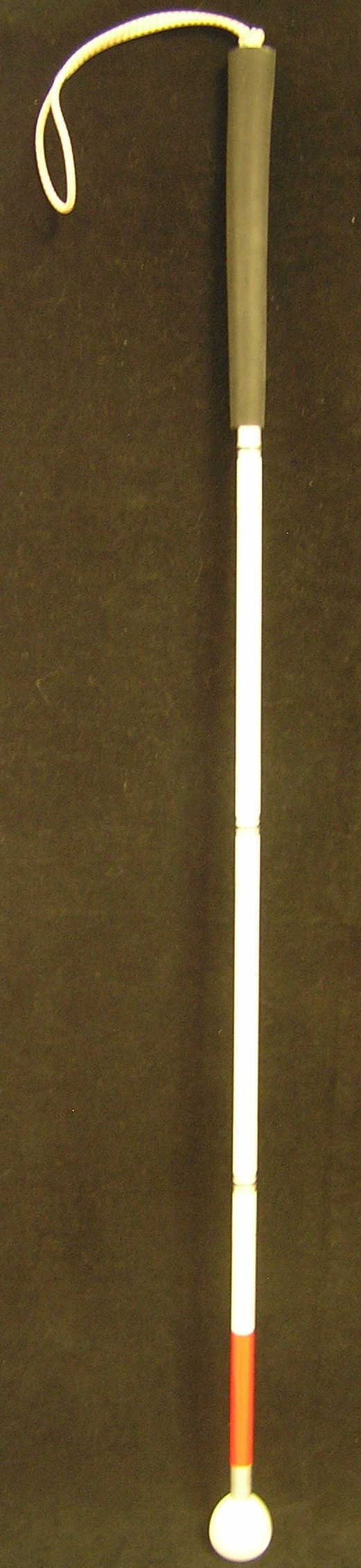
白杖

上部のグリップ（握り）、主軸のシャフト（柄）、先端のチップ（石突）の3つの部分からなる。
中世で視覚障害者が歩行の際に使用していたと思われる細い竹の棒に代わるものとして使われている。英語ではケーン（cane【意味：葦（あし）・さとうきび、のような中が中空になっている植物】）と言うがこれは杖の形態を表したものといえる。これらは中空となっていて軽く、また適度に固いために地面を叩いた時と石を叩いた時で明らかに音が違う。今日の白杖も、同様に使用者に通路の様々な情報を、音によって与えている。

### 形状

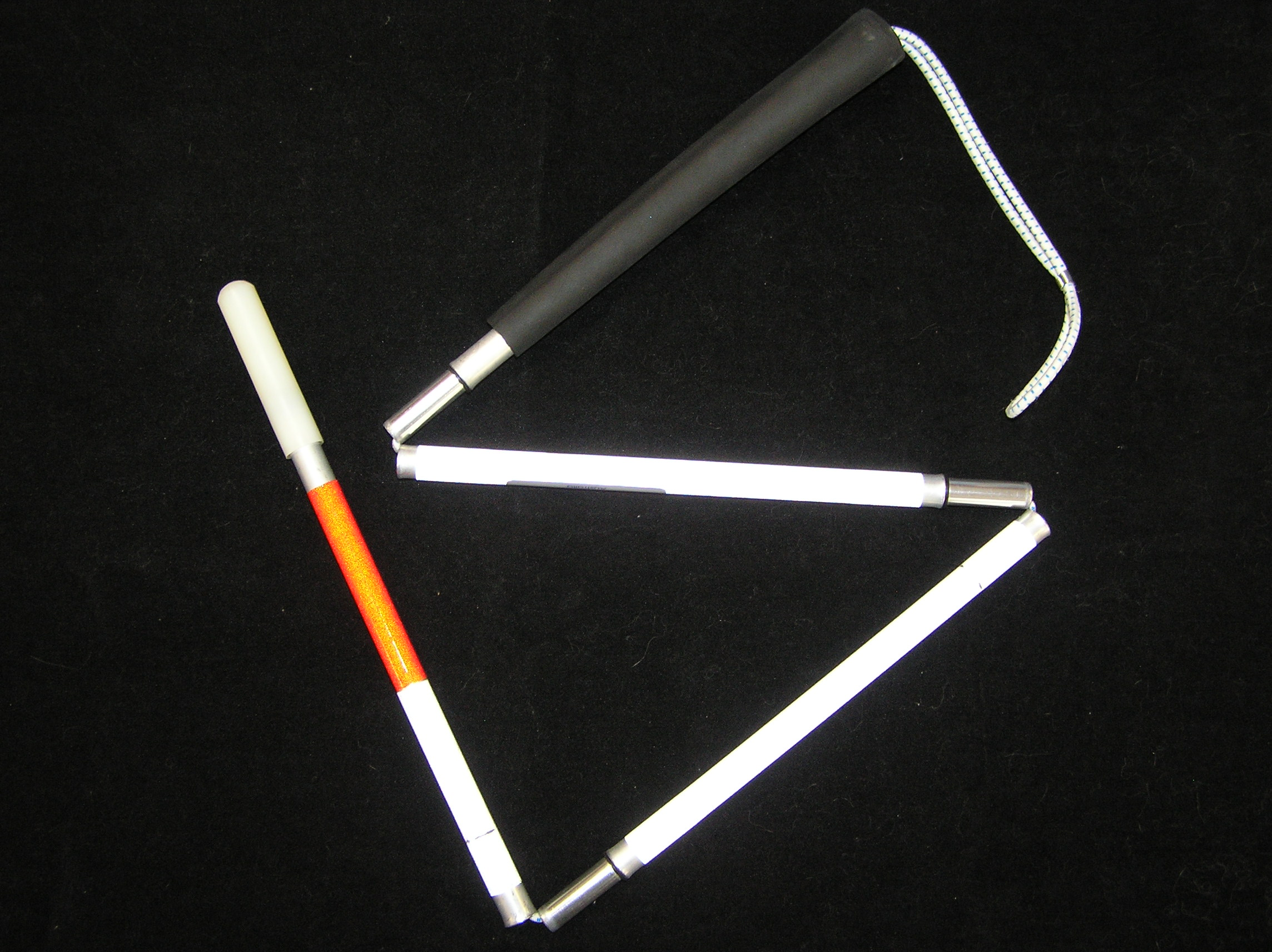
折り畳みの白杖

白杖の形状には、つなぎ目のない真っ直ぐな直杖（rigid canes）、折り畳み式（folding canes）、アンテナのような伸縮式（スライド式）の3種類がある。直杖は丈夫で伝達性にすぐれており、視覚障害者の単独歩行に適している。折りたたみ式とスライド式はジョイント部を伴うため伝達性は直杖に劣るが、携帯性にすぐれているため、交通機関の利用や着座時等、収納性が求められる場面に適している。
また、白杖の用途に応じて、歩行につかうロングケーン（long cane）、周囲に視覚障害者であることを知らせる目的の短めのIDケーン、IDケーンと身体保持の役割をもたせたサポートケーンがある。
直杖は少々無理な力が掛かっても破損し難いように作られてはいるが、アルミパイプ等で作られた折りたたみ式やスライド式の場合は、雑踏の中で人と衝突したり路面の隙間に突っ込んでしまったりすると簡単に曲がってしまうケースも見られる。周囲の無理解が杖破損に繋がることもあるので注意が必要である。
折りたたみ式の特許は、静岡県浜松市の斯波千秋が保有していたが、現在は特許権が切れている。
近年では、超音波センサーや、TRONを使用したICタグ読み込み装置などを組み込んだ高機能化された物や、視覚障害者の自立を目指して様々な研究が行われている。

### 適した長さ
通常の歩行用として使用する場合は白杖を垂直に立てて脇から地面に杖がつく長さ、身長から40から45センチ程度引いた長さが目安となる。障害者であることを周囲に知らせるシンボル（シンボルケーン）として使用する場合はやや短め（肘を約90度に曲げた程度）が目安とされている。

### グリップ
グリップ（握り）はゴルフクラブのパターのグリップを流用したのが始まりと言われており、ゴム製のものが多い。

### シャフト
シャフト（柄）は木や竹・軽金属等の各種素材で作られるが、近年ではグラスファイバーやカーボンファイバー等を用いた丈夫で軽量な繊維強化プラスチック製など、非金属製のものが多い。市販品の主な材質は、アルミニウム合金、グラスファイバー、炭素（グラファイト、カーボン）繊維、アラミド繊維の4種類である。
シャフトの色は白と黄色がある。白い杖で地面側20センチメートルくらいが赤色に塗装されている物は、路面の白い塗装（横断歩道や路側帯）や雪道に対応していると言われている。白・黄色・白/赤はいずれも注意喚起がしやすい色であり、結果的に周囲の援助が自然に受け入れられることにも大きな意味がある。夜間に車両から視認しやすいよう、反射材を巻き付けてある物も多い。

### チップ
チップ（石突）は硬質の素材（金属やプラスチック等）で作られている。白杖が路面等の物を叩く音も歩行に必要な情報となるため、滑り止めのゴム等を使用していないのが一般的な歩行補助具の杖と異なる点である。また、スライドテクニック（後述）がしやすいように、小型のローラーを用いたものもある。

### 電子白杖
日本では2011年5月、秋田精工と秋田県立大学の共同開発で電子白杖が商品化された。これは、超音波センサーによって感知された障害物を振動で伝えるというものである。

#### AIスーツケース
IBM最高技術職IBMフェロー浅川智恵子を中心にして（ほかに日本IBM、アルプスアルパイン、オムロン、清水建設、三菱自動車の5社が開発に参加）、周りの状況をAIが判断して誘導する「AIスーツケース」の開発がされている。

## 使い方

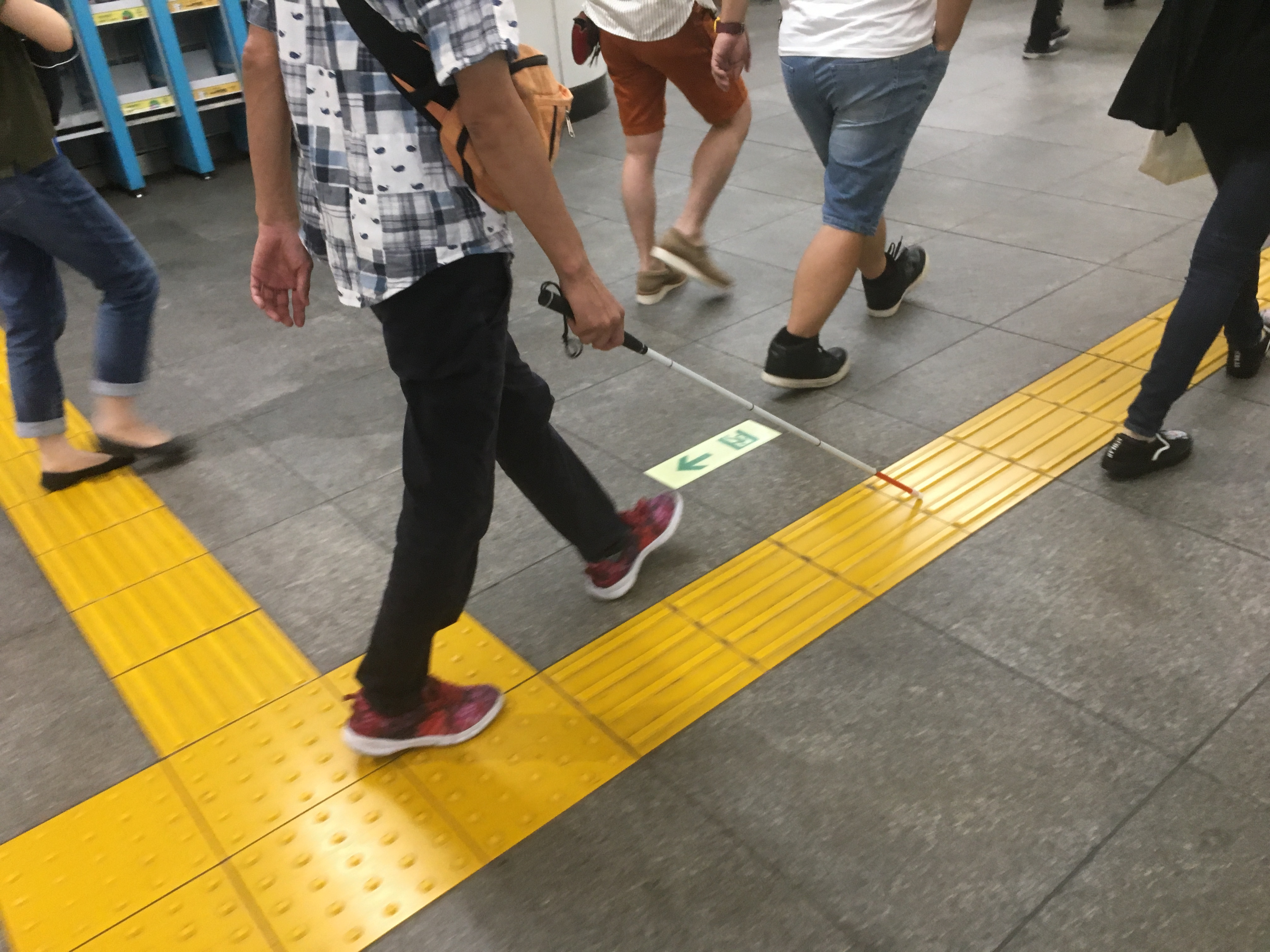
点字ブロックと白杖

通常の歩行での基本操作には、地面にスライドさせる「コンスタントコンタクトテクニック（スライドテクニック）」と、離れた2点をタッチしながら歩く「タッチテクニック」とがある。コンスタントコンタクトでは地面の凹凸に敏感に対応できる効果が、また、タッチテクニックでは音で周囲に自分の存在を知らせる効果が高い。それぞれの方法は場面に応じて使い分けられ、また、それぞれの方法を組み合わせた「タッチ・アンド・スライド（タッチ・アンド・ドラッグ）」もある。
その他、ガイド（誘導者）を同伴しての歩行や、視覚障害者であることを周囲に知らせることを主な目的とする際には、グリップを腰の高さで持ち、杖の先を少し浮かせて左右に振らず対角線（グリップと反対側の肩の前方）に出す「IDテクニック」を用いてシンボルとしての使い方ができる。
白杖の持ち方は、人差し指を石突側に伸ばして（グリップに平らな面があればそこに当て）四指（もしくは伸ばした親指を人差し指に添わせ、三指）で握り込む方法が基本であるが、その他、親指を石突側に伸ばして他の四指を握り込む方法、小指側を石突側に向けペンを握る時のようにする方法があり、主に歩行環境（階段や人混み・狭い場所等）に合わせてその都度使い分ける。

### 白杖SOS
白杖SOS（はくじょうSOS）とは、視覚障害者が歩行中、迷子となった際に、周囲に援助を求めるためのポーズ。白杖を頭上50cm程度に掲げるもので、1977年に福岡県盲人協会によって考案された。
2015年には岐阜市によって普及啓発のためのマークが制作される。東京新聞は、視覚障害者の声として、このポーズの広まりによって「白杖を掲げていない人には気を配らなくてよい」という風潮に繋がらないか、という懸念を紹介している。また当事者からは、頭上にあるものを破損したり落下させたりする危険性があるなど、批判的な意見も出ている。

## 法律
道路交通法に規定があり、第14条（盲人及び児童等の保護）によれば、以下のとおりである。
つまり白杖を持つ者は、通行に支障のある歩行者とみなされることになる。また、同法に定められた要件を満たしていない者は、「政令で定めるつえを携え、又は政令で定める用具を付けた犬を連れて道路を通行してはならない。」とされている。
ただし、道路交通法施行令第8条（目が見えない者等の保護）によれば、
とあり、白杖の色は白色又は黄色と定められており、視覚障害以外の障害を持つ人も白杖を携行することが認められている（条文のとおりであれば、視覚障害以外の障害を持つ人の場合も、単一の障害（視覚障害を併せ持っていない）で良い）。
また、杖の形状・材質についての規定はないため、盲人安全つえ以外の物でも白か黄色の杖であれば法的援護の対象となる。そのため、肢体不自由者向けの、身体を支えることができる白杖（サポートケーン）もある。